# 243097 Batavia
243097 Batavia è un asteroide della fascia principale. Scoperto nel 2007, presenta un'orbita caratterizzata da un semiasse maggiore pari a 2,6849649 UA e da un'eccentricità di 0,0318767, inclinata di 6,69884° rispetto all'eclittica.